# Boris Krstulović
Boris Krstulović je bio istaknuti nogometaš RNK Split i dugogodišnji kapetan momčadi u "zlatno" doba kluba - tijekom 1950-ih - dok je "Split" igrao u 1. saveznoj ligi. 
Brat je Hajdukove legende Stane Krstulovića.